# يو إف سي 273
يو إف سي 273: فولكانوفسكي ضد الزومبي الكوري (بالإنجليزية: UFC 273: Volkanovski vs. The Korean Zombie)‏ هو حدث لفنون القتال المختلطة نظمته يو إف سي، أُقيم في تاريخخخ، على الساحة التذكارية للمحاربين القدامى في ستار في جاكسونفيل، فلوريدا، الولايات المتحدة.